# Nahualá
Nahualá é uma cidade da Guatemala do departamento de Sololá.